# 菅生神社 (堺市)
菅生神社（すごうじんじゃ）は、大阪府堺市美原区にある神社である。式内社で、旧社格は郷社。菅生天満宮ともいう。

## 祭神
菅原道真と天児屋根命を主祭神とする。ほかに神社合祀により天照大神・素盞嗚尊・安閑天皇・誉田別命を併せ祀る。

## 歴史
創建の由緒は不詳である。一帯は中臣氏の出身の者が多数住んでおり、地名から菅生氏を名乗るようになり、豪族として当地を支配していた。その菅生氏が祖神の天児屋根命を祀って氏神としたものとみられる。文献の初出は『新抄格勅符』の「孝謙天皇、天平宝字八年（759年）本国封一戸を充て奉る」という記述である。延喜式神名帳には「河内国丹比郡 菅生神社」と記載され、大社に列している。
中世、天神信仰が広まると、当社の神宮寺・高松山天門寺の社僧が「菅公は境内の菅沢の畔で生まれた」という説を唱え、天神を勧請して配祀した。その菅沢は現在も境内に存在する。そのうちに「菅生天満宮」と呼ばれるようになり、江戸時代には天神の方が主祭神とされるようになった。
明治5年（1872年）に郷社に列格した。

## 関連文献
- 大上建築研究所編『堺市指定有形文化財菅生神社本殿修理工事報告書』菅生神社、2008年。
- 『平成の社殿大造営：本殿建立三百五十年記念事業：延喜式内社菅生天満宮』菅生天満宮平成の社殿御造営奉賛会、2008年。
- 堺市立みはら歴史博物館編『菅生神社の文化財：平成20年度みはら歴史博物館冬季ミニ展』堺市立みはら歴史博物館、2009年。